# HMS Malmö (K12)
HMS Malmö (P12/K12) är ett patrullfartyg av Stockholm-klass i svenska marinen. Under 1999 påbörjades moderniseringen av HMS Malmö på Kockums i Karlskrona. År 2000 var det HMS Stockholms tur. Båda fartygen är nu i operativ drift igen. Fram till 2017 klassades fartygen som korvetter.

## Internationell tjänst
I november 2008 meddelades det att HMS Malmö, HMS Stockholm (K11) samt stödfartyget HMS Trossö (A264) kom att ingå i förbandet ME01 i den svenska beredskapsstyrka som skulle medverka i den internationella operationen Operation Atalanta som pågår i Adenviken längst Afrikas östkust i skydd mot pirater. Den 26 maj 2009 gjorde Malmö sin första insats mot pirater i Adenviken då lyckades avvärja ett angrepp mot fartyget A/V Antonis och grep sju pirater efter en kortare jakt.
Den 21 oktober 2009 kom fartyget tillbaka till hemmahamnen Karlskrona, hemtransporten skedde på lastfartyget MV Eide Transporter.
År 2015 deltog HMS Malmö i den stora NATO-ledda övningen BALTOPS, vilken var en stor marin samövning med länder som USA, Storbritannien och Polen med flera. Övningssyftet var att stärka samarbetet inför kommande samarbeten.

### Patrullfartyg
Den 17 december 2015 skrev FMV under ett kontrakt med SAAB om årlig översyn och modifiering av korvetterna HMS Stockholm och HMS Malmö. Efter modifieringen kommer fartygen att klassificeras som örlogsfartyg i första hand avsedda för sjöövervakning[8]. Enligt en annan källa så kommer fartygen att klassificeras som "patrullfartyg typ Stockholm". De kommer att ha det mesta av bestyckningen och utrustningen kvar, men kommer bara att vara bemannade för sjöövervaknings- och bevakningsuppgiften. Besättningens storlek blir 26 man. På sikt så kommer det att finnas två besättningar till varje fartyg i ett försök att maximera fartygens utnyttjande i sjöövervakningen. Bägge fartygen kommer att vara stationerade i Karlskrona, men kommer att operera utefter hela den svenska kusten. I september 2017 överlämnade Försvarets materielverk (FMV) fartyget till Försvarsmakten, det efter att det under drygt ett år genomgått ett modifierings- och översynsprogram. Fartyget kommer att opereras av  31. korvettdivisionen vid Tredje sjöstridsflottiljen.